# Kasteeltje van Tildonk

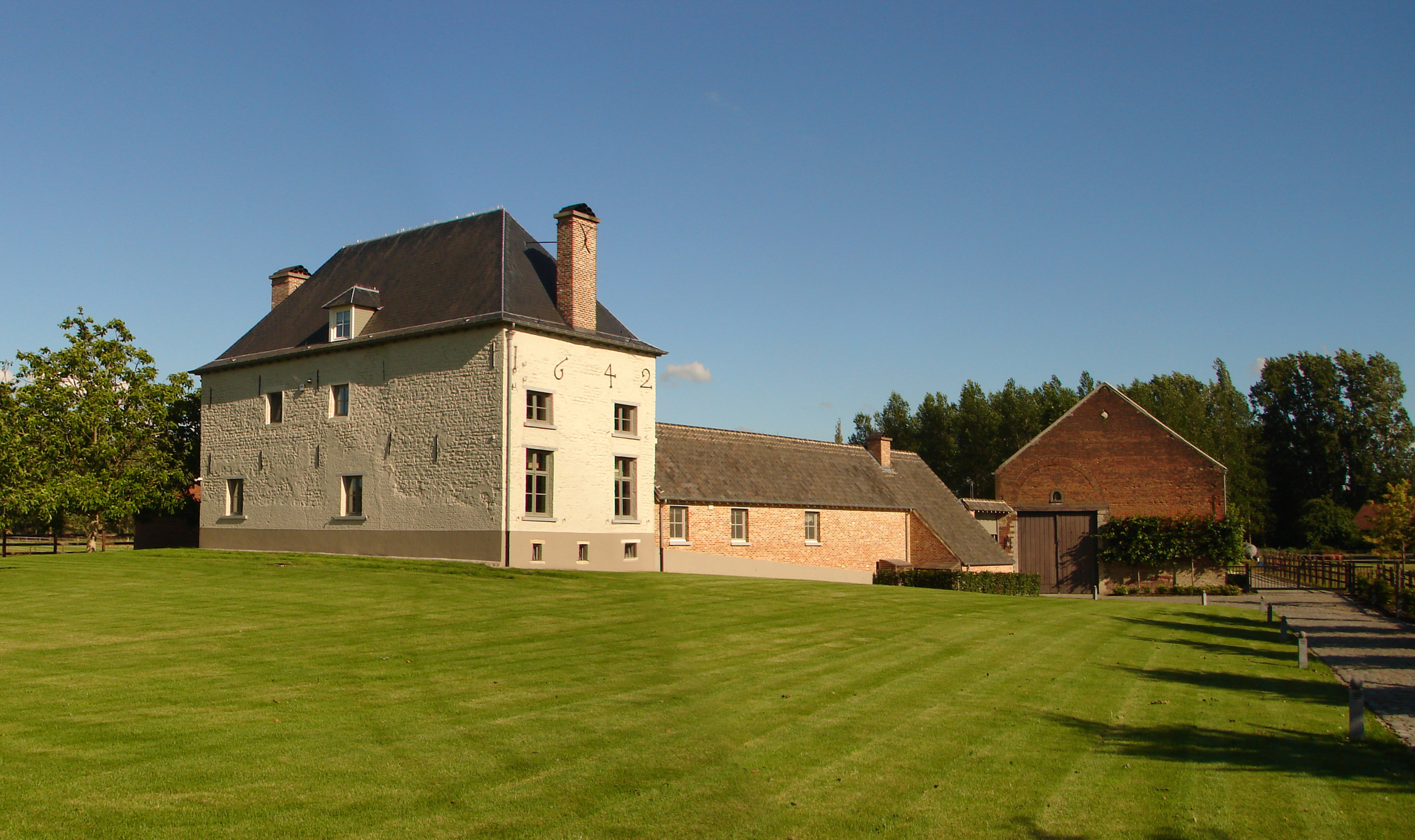
Kasteeltje van Tildonk

Het Kasteeltje van Tildonk is een kasteel in de tot de Vlaams-Brabantse gemeente Haacht behorende plaats Tildonk, gelegen aan Kasteeldreef 1.

## Geschiedenis
Hier was een 12e-eeuws mottekasteel met opperhof en neerhof. Dit was de zetel van de heerlijkheid Nieuwenborg, wat één van de vijf kleine heerlijkheden in Tildonk was. In 1401 werd dit kasteel voor het eerst vermeld. Het huidige kasteeltje is van 1642. In 1761 werd Nieuwenborg opgekocht door Maximiliaan de Lalaing die al graaf van Tildonk was en de kleinere heerlijkheden bij zijn bezit voegde.
Midden 18e eeuw werd het Kanaal Leuven-Dijle aangelegd dat de verbinding van het kasteel met de dorpskom doorsneed. Omstreeks 1850 werd het kasteeltje uitgebreid met een langgerekte vleugel. Ook werd een langsschuur gebouwd.
In 1987 werd de motteheuvel afgevlakt en werden de grachten gedempt. Dit werd gedaan omdat het kasteeltje instabiel dreigde te worden.

## Gebouw
Het woonhuis is blokvormig en wordt gedekt door een schilddak. Het is gebouwd in kalkzandsteen en heeft een bakstenen sokkel die vermoedelijk in 1642 is aangebracht toen de motte voor een deel werd afgegraven. Tegen het blokvormige huis is een lange aanbouw van omstreeks 1850. Ook e gebouwen van het neerhof dateren uit die tijd.